# راج كومار جوبتا
راج كومار جوبتا هو مؤلف وكاتب سيناريو ومخرج وممثل هندي، ولد في 1976 في الهند.

## أعمال

### أفلام
- (2011) لم يقتل أحد جيسيكا
- (2013) مجنون
- (2018) رايد

## وصلات خارجية
- راج كومار جوبتا على موقع IMDb (الإنجليزية)
- راج كومار جوبتا على موقع ألو سيني (الفرنسية)
- راج كومار جوبتا على موقع أول موفي (الإنجليزية)
- راج كومار جوبتا على موقع قاعدة بيانات الفيلم (الإنجليزية)
- راج كومار جوبتا على موقع كينوبويسك (الروسية)